# Notiophilus novemstriatus
Notiophilus novemstriatus är en skalbaggsart som beskrevs av Leconte 1848. Notiophilus novemstriatus ingår i släktet Notiophilus och familjen jordlöpare. Inga underarter finns listade i Catalogue of Life.